# Chiesa della Santa Trinità (Kingswood)

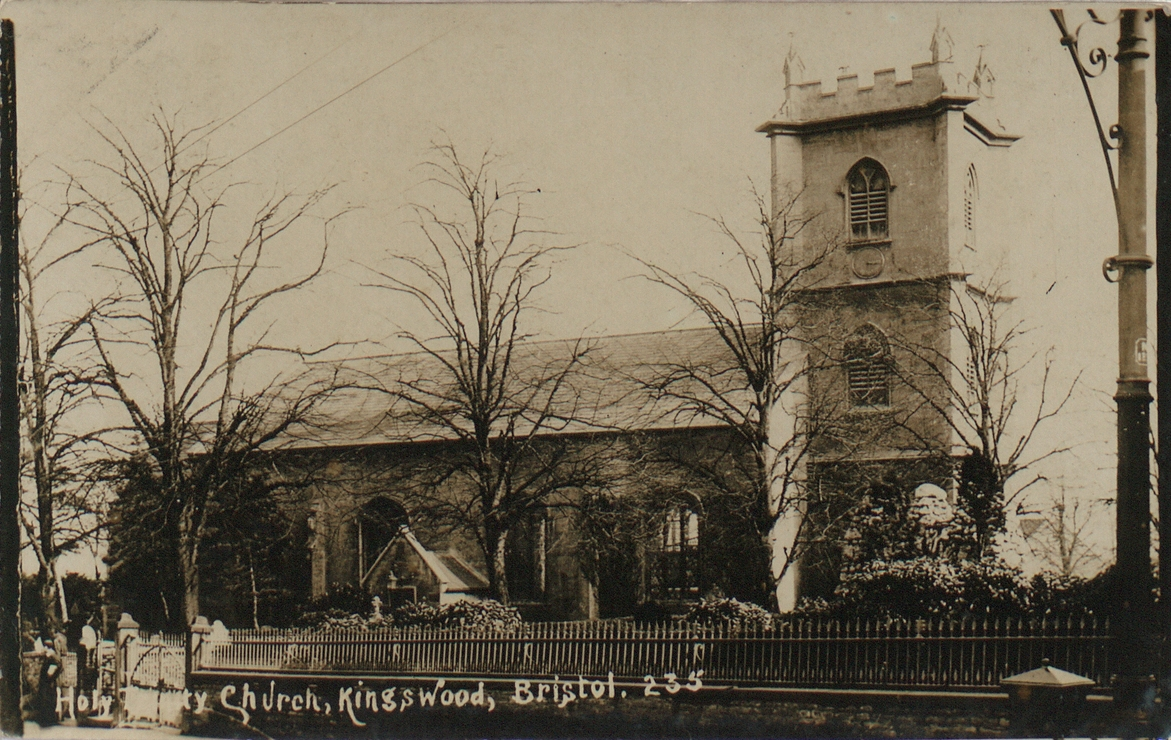
Cartolina fotografica in bianco e nero dal 1919 che mostra la chiesa della Santa Trinità a Kingswood. L'immagine mostra l'aspetto nord della chiesa con alberi nel cortile e le murature e le ringhiere di ferro intorno al cimitero.

La chiesa della Santa Trinità è una chiesa parrocchiale anglicana a Kingswood, nel Gloucestershire, in Inghilterra. È stato definito come un edificio classificato di grado II.

## Storia
Fino agli inizi del XIX Secolo, Kingswood non aveva una propria chiesa, venendo servita dall'antica parrocchia di Bitton, distante, 6.44 chilometri. Questa chiesa venne considerata estremamente necessaria dagli anglicani, poiché le chiese di Whitfield ,Tabernacle e Moravia erano già in funzione. La chiesa venne costruita in vista di tutte e tre e affiancata da una torre, in modo che diventasse più alta delle sue vicine.
Era una delle prime chiese costruite dai fondi votati dal Parlamento, per contrassegnare la sconfitta di Napoleone a Waterloo, e dunque conosciuta come "chiesa di Waterloo". La prima pietra di fondazione fu posata dal vescovo di Gloucester il 9 giugno 1819, ma seguì una controversia su chiamare il sito; questo ha fatto slittare la costruzione fino al 1820. 
La chiesa completata fu consacrata l'11 settembre 1821 dall'architetto James Foster.
Nel 1852 la chiesa venne danneggiata da un incendio. Il soffitto a pannello nella navata non fu mai sostituito. Il castello attuale è stato aggiunto tra il 1897 ed il 1900, e contiene un organo Sweetland, costruito nel 1903. Nella torre vi sono due campane, tuttavia queste non sono più in funzione. 
Il cimitero contiene le tombe di guerra di otto persone cadute nella prima guerra mondiale e sette della seconda guerra mondiale. La parrocchia e il benefizio di Kingswood si trovano all'interno della diocesi di Bristol.

## Archivi
I registri parrocchiali della chiesa della Santa Trinità, si tengono presso l'Archives Bristol, compresi i registri di battesimo, di matrimonio e di sepoltura. L'archivio comprende anche i documenti dei detentori, degli amministratori laici della chiesa e del consiglio della chiesa parrocchiale.